# 赫伯特·C·琼斯号护航驱逐舰
赫伯特·C·琼斯号护航驱逐舰（英語：USS 	Herbert C. Jones，舷号：DE-137），是美国海军于第二次世界大战期间建造的一艘埃德索尔级护航驱逐舰，其舰名取自珍珠港事件中阵亡的加利福尼亞號戰艦少尉军官赫伯特·沙尔皮奥·琼斯。
赫伯特·C·琼斯号由少尉的遗孀乔安妮·露丝·琼斯（Joanne Ruth Jones）女士冠名，于1942年11月30日在德克萨斯州奥兰治联合钢铁厂铺设龙骨，随后于次年1月19日下水。1943年7月21日，赫伯特·C·琼斯号正式服役，交由小阿尔弗雷德·维尔茨·加尔德（Alfred Wiltz Gardes Jr.）少校指挥。

## 设计与装备
埃德索尔级护航驱逐舰的设计与巴克利级护航驱逐舰类似，均采用长船体并建有较高的舰桥。该级护航驱逐舰配备3英寸（76毫米）50倍径单装主炮，后续曾计划更换为5英寸（127毫米）38倍径主炮，但最终没有实际执行。该级护航驱逐舰由4台费尔班克斯-莫尔斯38D8-1/8-10内燃机提供动力，总功率最高可达6000匹马力，最高航速21节。其燃料舱可携带312吨重油，在12节航速下航程可达11000海里。此外，该级舰船还配备有较完善的侦查搜索系统，包括SL或SU水面雷达、SA对空雷达、QC声呐系统以及用于监听潜艇无线电的HF/DF天线。

## 服役历史
在加勒比地区完成试航训练后，赫伯特·C·琼斯号启程前往华盛顿特区美国海军研究实验室，参加干扰纳粹德国无线电控滑翔炸弹的相关实验。10月7日，她离开弗吉尼亚州诺福克经直布罗陀前往地中海，16日，她顺利抵达阿尔及尔并自此开始为期1年的北非海岸护航任务。11月6日，德国空军对赫伯特·C·琼斯号所在船队发动了一次空袭，期间她击落了一架敌机。26日下午，她在护送船队由阿尔及尔前往比塞大的途中再次遭遇空袭，此后的2个小时中，她不但射中了一架敌军战斗机，还观察研究了德军可控滑翔炸弹的实战特性。12月初，赫伯特·C·琼斯号和姊妹舰弗雷德里克·C·戴维斯号加装了大功率的无线电干扰设备，以期在未来的战斗中能够误导德军滑翔炸弹。
1944年1月22日盟军登陆安齐奥期间，赫伯特·C·琼斯号在意大利海岸成功使用新安装的设备干扰了数枚射向滩头阵地的滑翔炸弹，此外，她还利用该仪器截获了许多无线电信号，为友军预警即将到来的德军空袭。为表彰赫伯特·C·琼斯号在这一时期的出色表现，其随后被授予海军单位嘉奖。
8月16日，赫伯特·C·琼斯号被调往法国南部海岸支援龙骑兵行动，此后的2个月间，她主要于附近海域执行反潜巡逻任务。10月17日，她启程返回纽约进行大修。12月，她跟随一支猎潜大队前往诺福克外海搜寻敌军潜艇并一直在附近活动直至德国无条件投降。
在古巴完成训练任务后，赫伯特·C·琼斯号于1945年6月24日启程前往太平洋。日本投降后，她由珍珠港驶往马绍尔群岛进行预防性巡逻，此后她经圣迭戈、巴拿马运河等地返回美国东岸，最终于1946年3月15日抵达佛罗里达州格林科夫斯普林斯封存。
1947年5月2日，赫伯特·C·琼斯号自美国海军退役并加入美国海军预备舰队，1967年，她被转移至费城。1972年7月1日，赫伯特·C·琼斯号自美国海军除籍并于次年7月19日出售拆解。

## 荣誉
赫伯特·C·琼斯号在其服役期间所获荣誉如下：
|  |                                         |  |
|  | Bronze star · Bronze star · Bronze star |  |

| 战斗行动奖章 （追授） | 海军单位嘉奖 |

| 美国战役奖章 | 欧洲-非洲-中东战役奖章 （3枚战斗之星） | 第二次世界大战胜利奖章 |

## 历任舰长
| 姓名       | 译名                          | 军衔 | 任职时间                   |
| ---------- | ----------------------------- | ---- | -------------------------- |
|            | 小阿尔弗雷德·维尔茨·加尔德    | 少校 | 1943年7月21日              |
|            | 鲁弗斯·A·索尔三世             | 少校 | 1943年12月7日              |
|            | 小保罗·D·巴特利特             | 上尉 | 1945年11月8日              |
|            | 卡尔顿·斯坦利·利文斯顿        | 少校 | 1946年1月16日              |
|            | 瓦尔特·弗朗西斯·文森特·本奈特 | 少校 | 1946年8月21日              |
|            | 马尔科姆·哈里斯·查德韦尔      | 中尉 | 1947年2月1日-1947年3月17日 |
| 参考文献： |                               |      |                            |